# Filmjahr 1995
Liste der Filmjahre

◄◄ | ◄ | 1991 | 1992 | 1993 | 1994 | Filmjahr 1995 | 1996 | 1997 | 1998 | 1999 | ► | ►►

Weitere Ereignisse

## Ereignisse
- 25. Februar: In Los Angeles werden erstmals die Screen Actors Guild Awards vergeben.
- 09. März: Der US-amerikanische Science Fiction-Film Stargate startet in den deutschen Kinos.
- 13. März: In Kopenhagen unterzeichnen die dänischen Regisseure Lars von Trier, Thomas Vinterberg, Kristian Levring und Søren Kragh-Jacobsen ein Dogma 95 genanntes Manifest zur Produktion von Filmen. Es richtet sich insbesondere gegen die zunehmende Wirklichkeitsentfremdung des Kinos und verbannt Effekte und technische Raffinessen, Illusion und dramaturgische Vorhersehbarkeit.
- 20. März: Die dänischen Filmregisseure Lars von Trier, Thomas Vinterberg, Kristian Levring und Søren Kragh-Jacobsen stellen in Paris das Manifest Dogma 95 vor.
- 27. März: Der US-amerikanische Spielfilm Forrest Gump von Robert Zemeckis mit Tom Hanks in der Titelrolle wird bei der Oscarverleihung in Los Angeles mit insgesamt sechs Academy Awards ausgezeichnet.
- 05. Mai: Der Londoner Filmproduzent Ray Santilli veröffentlicht den so genannten Santilli-Film, der die angebliche Autopsie eines Außerirdischen des Roswell-Zwischenfalls zeigt, und löst damit eine breite Debatte um Außerirdische aus. Jahre später entpuppt sich der Film als Phantasieprodukt.
- 15. Dezember: Der US-amerikanische Spielfilm Heat des Regisseurs Michael Mann kommt in den USA in die Kinos.
- Noch während der Belagerung von Sarajewo wird das Sarajevo Film Festival gegründet.
- Nach einer 6-jährigen Pause wird die James Bond Serie mit GoldenEye fortgesetzt
- Mit Toy Story läuft der erste abendfüllende Spielfilm an, der ausschließlich am Computer entstand. Der Film begründet daher das Genre des computeranimierten Trickfilms.
- Die Sieger der BRAVO Otto Leserwahl 1995:
  - Kategorie – männliche Filmstars: Gold Brad Pitt, Silber Tom Hanks, Bronze Johnny Depp
  - Kategorie – weibliche Filmstars: Gold Sandra Bullock, Silber Alicia Silverstone, Bronze Whoopi Goldberg

## Top 10 der erfolgreichsten Filme

### In Deutschland
Die zehn erfolgreichsten Filme an den deutschen Kinokassen nach Besucherzahlen (Stand: 25. Mai 2010):
| Platz | Filmtitel                       | Besucher  |
| ----- | ------------------------------- | --------- |
| 1.    | Ein Schweinchen namens Babe     | 6.050.218 |
| 2.    | James Bond 007 – GoldenEye      | 5.501.310 |
| 3.    | Während du schliefst            | 4.019.577 |
| 4.    | Pocahontas                      | 3.649.368 |
| 5.    | Casper                          | 3.472.362 |
| 6.    | Stirb langsam: Jetzt erst recht | 3.202.391 |
| 7.    | Stargate                        | 3.096.306 |
| 8.    | Waterworld                      | 3.017.995 |
| 9.    | Enthüllung                      | 2.902.858 |
| 10.   | Sieben                          | 2.839.426 |

### In den Vereinigten Staaten
| Platz | Filmtitel                       | Einnahmen     |
| ----- | ------------------------------- | ------------- |
| 1.    | Toy Story                       | 191.780.865 $ |
| 2.    | Batman Forever                  | 184.031.112 $ |
| 3.    | Apollo 13                       | 172.060.755 $ |
| 4.    | Pocahontas                      | 141.579.773 $ |
| 5.    | Ace Ventura – Jetzt wird’s wild | 108.360.063 $ |
| 6.    | GoldenEye                       | 106.429.941 $ |
| 4.    | Jumanji                         | 100.475.249 $ |
| 4.    | Casper                          | 100.280.070 $ |
| 9.    | Sieben                          | 100.125.643 $ |
| 10.   | Stirb langsam: Jetzt erst recht | 100.012.499 $ |

## Filmpreise

### Golden Globe Award
Am 21. Januar findet im Beverly Hilton Hotel in Los Angeles die Golden-Globe-Verleihung statt.
- Bestes Drama: Forrest Gump von Robert Zemeckis
- Bestes Musical/Komödie: Der König der Löwen von Roger Allers und Rob Minkoff
- Bester Schauspieler (Drama): Tom Hanks in Forrest Gump
- Beste Schauspielerin (Drama): Jessica Lange in Operation Blue Sky
- Bester Schauspieler (Musical/Komödie): Hugh Grant in Vier Hochzeiten und ein Todesfall
- Beste Schauspielerin (Musical/Komödie): Jamie Lee Curtis in True Lies – Wahre Lügen
- Bester Nebendarsteller: Martin Landau in Ed Wood
- Beste Nebendarstellerin: Dianne Wiest in Bullets Over Broadway
- Bester Regisseur: Robert Zemeckis für Forrest Gump
- Cecil B. DeMille Award: Sophia Loren

### Oscar
Die Oscarverleihung findet am 27. März im Shrine Auditorium in Los Angeles statt. Moderator ist David Letterman.
- Bester Film: Forrest Gump von Wendy Finerman, Steve Starkey und Steve Tisch
- Bester Hauptdarsteller: Tom Hanks in Forrest Gump
- Beste Hauptdarstellerin: Jessica Lange in Operation Blue Sky
- Bester Regisseur: Robert Zemeckis für Forrest Gump
- Bester Nebendarsteller: Martin Landau in Ed Wood
- Beste Nebendarstellerin: Dianne Wiest in Bullets Over Broadway
- Beste Filmmusik: Hans Zimmer für Der König der Löwen
- Bester fremdsprachiger Film: Die Sonne, die uns täuscht von Nikita Mikhalkov
- Ehrenoscar: Michelangelo Antonioni

Vollständige Liste der Preisträger

### Internationale Filmfestspiele von Cannes 1995
Das Festival beginnt am 17. Mai und endet am 28. Mai. Die Jury unter Präsidentin Jeanne Moreau vergibt folgende Preise:
- Goldene Palme: Underground von Emir Kusturica
- Bester Schauspieler: Jonathan Pryce in Carrington
- Beste Schauspielerin: Helen Mirren in King George – Ein Königreich für mehr Verstand
- Beste Regie: Mathieu Kassovitz für Hass
- Großer Preis der Jury: Der Blick des Odysseus von Theo Angelopoulos

### Internationale Filmfestspiele Berlin 1995
Das Festival beginnt am 9. Februar und endet am 20. Februar. Die Jury unter Präsidentin Lia van Leer vergibt folgende Preise:
- Goldener Bär: Der Lockvogel von Bertrand Tavernier
- Bester Schauspieler: Paul Newman in Nobody’s Fool – Auf Dauer unwiderstehlich
- Beste Schauspielerin: Josephine Siao in Sommerschnee
- Bester Regisseur: Richard Linklater für Before Sunrise

### Filmfestspiele von Venedig
Das Festival beginnt am 30. August und endet am 9. September. Die Jury unter Präsident Jorge Semprún vergibt folgende Preise:
- Goldener Löwe: Cyclo von Trần Anh Hùng
- Bester Schauspieler: Götz George in Der Totmacher
- Beste Schauspielerin: Sandrine Bonnaire und Isabelle Huppert in Biester

### Deutscher Filmpreis
- Bester Film: Der bewegte Mann von Sönke Wortmann
- Beste Regie: Sönke Wortmann für Der bewegte Mann
- Beste Hauptdarstellerin: Maria Schrader für Burning Life, Einer meiner ältesten Freunde und Keiner liebt mich
- Bester Hauptdarsteller: Joachim Król für Der bewegte Mann

### César
- Bester Film: Wilde Herzen von André Téchiné
- Beste Regie: André Téchiné für Wilde Herzen
- Bester Hauptdarsteller: Gérard Lanvin für Der Lieblingssohn
- Beste Hauptdarstellerin: Isabelle Adjani für Die Bartholomäusnacht
- Bester Nebendarsteller: Jean-Hugues Anglade für Die Bartholomäusnacht
- Beste Nebendarstellerin: Mathieu Kassovitz für Wenn Männer fallen
- Bester ausländischer Film: Vier Hochzeiten und ein Todesfall von Mike Newell

### British Academy Film Award
- Bester Film: Vier Hochzeiten und ein Todesfall von Mike Newell
- Beste Regie: Mikel Newell für Vier Hochzeiten und ein Todesfall
- Bester Hauptdarsteller: Hugh Grant für Vier Hochzeiten und ein Todesfall
- Beste Hauptdarstellerin: Susan Sarandon für Der Klient
- Bester Nebendarsteller: Samuel L. Jackson für Pulp Fiction
- Beste Nebendarstellerin: Kristin Scott Thomas für Vier Hochzeiten und ein Todesfall
- Bester nicht-englischsprachiger Film: Belle Epoque von Fernando Trueba und Leben! von Zhang Yimou

### New York Film Critics Circle Award
- Bester Film: Leaving Las Vegas von Mike Figgis
- Beste Regie: Ang Lee für Sinn und Sinnlichkeit
- Bester Hauptdarsteller: Nicolas Cage in Leaving Las Vegas
- Beste Hauptdarstellerin: Jennifer Jason Leigh in Georgia
- Bester Nebendarsteller: Kevin Spacey in Outbreak – Lautlose Killer, Sieben, Unter Haien in Hollywood und Die üblichen Verdächtigen
- Beste Nebendarstellerin: Mira Sorvino in Geliebte Aphrodite
- Beste Kamera: Lü Yue für Shanghai Serenade
- Bester ausländischer Film: Wilde Herzen von André Téchiné

### National Board of Review
- Bester Film: Sinn und Sinnlichkeit von Ang Lee
- Beste Regie: Ang Lee für Sinn und Sinnlichkeit
- Bester Hauptdarsteller: Nicolas Cage in Leaving Las Vegas
- Beste Hauptdarstellerin: Emma Thompson in Sinn und Sinnlichkeit
- Bester Nebendarsteller: Kevin Spacey in Die üblichen Verdächtigen
- Beste Nebendarstellerin: Mira Sorvino in Geliebte Aphrodite
- Bestes Schauspielensemble: Die üblichen Verdächtigen von Bryan Singer
- Bester fremdsprachiger Film: Shanghai Serenade von Zhang Yimou

### Los Angeles Film Critics Association Awards
- Bester Film: Leaving Las Vegas von Mike Figgis
- Beste Regie: Mike Figgis für Leaving Las Vegas
- Bester Hauptdarsteller: Nicolas Cage in Leaving Las Vegas
- Beste Hauptdarstellerin: Elisabeth Shue in Leaving Las Vegas
- Bester Nebendarsteller: Don Cheadle in Teufel in Blau
- Beste Nebendarstellerin: Joan Allen in Nixon
- Bester fremdsprachiger Film: Wilde Herzen von André Téchiné

### Jupiter
- Bester Film international: Schindlers Liste von Steven Spielberg
- Bester deutscher Film: Der bewegte Mann von Sönke Wortmann
- Bester Regisseur: Steven Spielberg für Schindlers Liste
- Bester Darsteller: Tom Hanks in Forrest Gump
- Beste Darstellerin: Sandra Bullock in Speed

### Weitere Filmpreise und Auszeichnungen
- AFI Life Achievement Award: Steven Spielberg
- Amanda: Eierkopf von Bent Hamer (Bester norwegischer Film), Forrest Gump von Robert Zemeckis (Bester ausländischer Film)
- American Comedy Awards: Tom Hanks in Forrest Gump (Lustigster Hauptdarsteller), Jamie Lee Curtis in True Lies – Wahre Lügen (Lustigste Hauptdarstellerin), Martin Landau in Ed Wood (Lustigster Nebendarsteller), Dianne Wiest in Bullets Over Broadway (Lustigste Nebendarstellerin)
- American Society of Cinematographers Award: John Toll für Braveheart
- Australian Film Institute Award: Angel Baby von Michael Rymer (Bester australischer Film), Die letzte Kriegerin von Lee Tamahori (Bester ausländischer Film)
- Brussels International Fantastic Film Festival: Akkumulator 1 von Jan Svěrák
- Chlotrudis Awards: Priscilla – Königin der Wüste von Stephan Elliott
- David di Donatello: La scuola (Bester italienischer Film) und Pulp Fiction (Bester ausländischer Film)
- Deutscher Kritikerpreis: Andreas Gruber
- Directors Guild of America Award: Robert Zemeckis für Forrest Gump, James Ivory (Lebenswerk)
- Ernst-Lubitsch-Preis: Sönke Wortmann für Der bewegte Mann
- Europäischer Filmpreis: Land and Freedom von Ken Loach
- Evening Standard British Film Award: Im Namen des Vaters von Jim Sheridan
- Genie Award: Confessionnal von Robert Lepage
- Gilde-Filmpreis: Vier Hochzeiten und ein Todesfall von Mike Newell (Gold ausländischer Film), Das Versprechen von Margarethe von Trotta (Gold deutscher Film), Gilbert Grape – Irgendwo in Iowa von Lasse Hallström (Silber ausländischer Film), Mario und der Zauberer von Klaus Maria Brandauer und Der bewegte Mann von Sönke Wortmann (jeweils Silber deutscher Film)
- Goya 1995: Deine Zeit läuft ab, Killer von Imanol Uribe
- Helmut-Käutner-Preis: Hanns Eckelkamp, Enno Patalas und Wolf Donner
- Hong Kong Film Awards: Chungking Express von Wong Kar-Wai
- Independent Spirit Awards 1995: Pulp Fiction von Quentin Tarantino (Bester Film) und Drei Farben: Rot von Krzysztof Kieślowski (Bester ausländischer Film)
- Konrad-Wolf-Preis: Ken Loach
- Louis-Delluc-Preis: Nelly & Monsieur Arnaud von Claude Sautet
- Max-Ophüls-Preis: Einer meiner ältesten Freunde von Rainer Kaufmann
- MTV Movie Awards: Pulp Fiction von Quentin Tarantino
- National Society of Film Critics Award: Pulp Fiction von Quentin Tarantino
- People’s Choice Award: Forrest Gump von Robert Zemeckis (Bester Film und Bestes Filmdrama), The Santa Clause – Eine schöne Bescherung von John Pasquin (Beste Filmkomödie), Tom Hanks (Populärster dramatischer Schauspieler), Tim Allen (Populärster komödiantischer Schauspieler), Jodie Foster (Populärste dramatische Schauspielerin), Whoopi Goldberg (Populärste komödiantische Schauspielerin)
- Political Film Society Award für Demokratie: Rangoon von John Boorman
- Political Film Society Award für Frieden: Rangoon von John Boorman
- Political Film Society Award für Menschenrechte: Murder in the First von Marc Rocco
- Preis der deutschen Filmkritik: Das Glück meiner Schwester von Angela Schanelec
- Robert: Nightwatch – Nachtwache von Ole Bornedal (Bester dänischer Film), Was vom Tage übrig blieb von James Ivory (Bester ausländischer Film)
- Screen Actors Guild Awards: Tom Hanks für Forrest Gump und Jodie Foster für Nell; Preis für das Lebenswerk: George Burns
- Festival Internacional de Cine de Donostia-San Sebastián: Margaret's Museum von Mort Ransen (Goldene Muschel)
- Internationales Filmfestival Shanghai: Broken Silence von Wolfgang Panzer
- Nastro d’Argento: Lamerica von Gianni Amelio und Was vom Tage übrig blieb von James Ivory
- Sundance Film Festival: Kleine Sünden unter Brüdern von Edward Burns (Großer Preis der Jury)
- Toronto International Film Festival: Antonias Welt von Marleen Gorris (Publikumspreis)
- Vancouver International Film Festival: Carrington von Christopher Hampton
- Internationales Filmfestival Warschau: Vor dem Regen von Milčo Mančevski
- Writers Guild of America Award: Vier Hochzeiten und ein Todesfall von Richard Curtis (Bestes Originaldrehbuch), Forrest Gump von Eric Roth (Bestes adaptiertes Drehbuch)

## Geburtstage

### Januar bis Juni
- 04. Januar: Maddie Hasson, US-amerikanische Schauspielerin
- 05. Januar: Jordan Orr, US-amerikanischer Schauspieler
- 09. Januar: Nicola Peltz US-amerikanische Schauspielerin
- 13. Januar: Natalia Dyer, US-amerikanische Schauspielerin

- 13. Februar: Maximilian Belle, deutscher Synchronsprecher

- 22. März: Lukas Karlsch, deutscher Schauspieler und Synchronsprecher

- 01. April: Logan Paul, US-amerikanischer Influencer, Schauspieler und Wrestler
- 18. April: Virginia Gardner, US-amerikanische Schauspielerin

- 02. Mai: Skye Bennett, britische Schauspielerin
- 31. Mai: Johannes Nussbaum, österreichischer Schauspieler

- 09. Juni: Blake Woodruff, US-amerikanischer Schauspieler
- 19. Juni: Lavinia Nowak, deutsche Schauspielerin
- 28. Juni: Kåre Hedebrant, schwedischer Schauspieler

### Juli bis Dezember

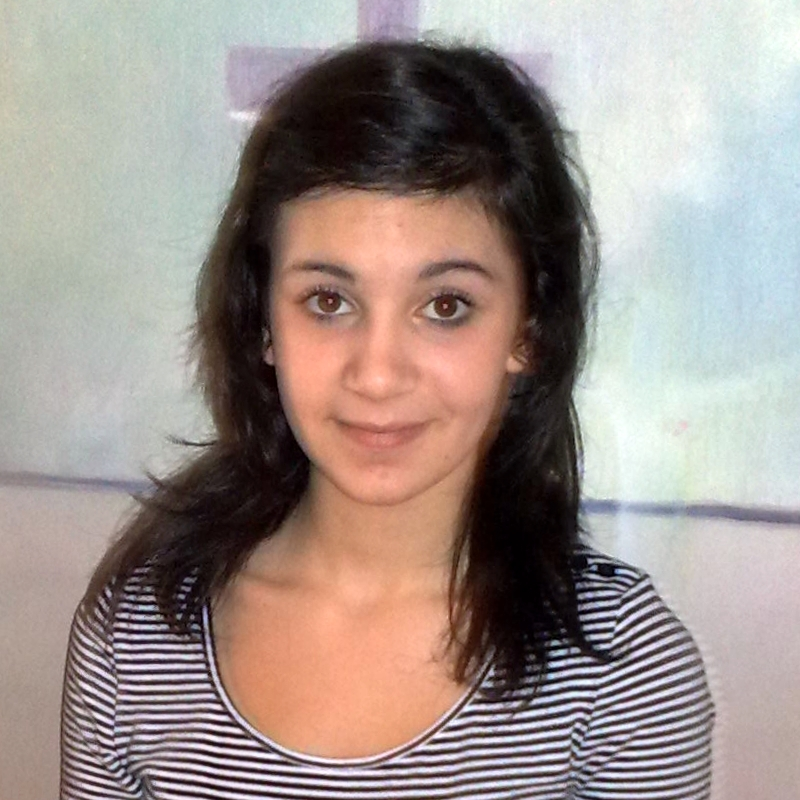
Lina Leandersson (* 27. September)

- 02. Juli: Paula Kroh, deutsche Schauspielerin
- 08. Juli: John D’Leo, US-amerikanischer Schauspieler
- 09. Juli: Georgie Henley, britische Schauspielerin

- 08. August: Edith Stehfest, deutsche Sängerin und Musikerin, Schauspielerin und Autorin
- 20. August: Zsá Zsá Inci Bürkle, deutsche Schauspielerin
- 20. August: Liana Liberato, US-amerikanische Schauspielerin
- 26. August: Gracie Dzienny, US-amerikanische Schauspielerin und Model

- 12. September: Ryan Potter, US-amerikanischer Schauspieler
- 20. September: Sammi Hanratty, US-amerikanische Schauspielerin
- 27. September: Lena Beyerling, deutsche Schauspielerin
- 27. September: Lina Leandersson, schwedische Schauspielerin

- 05. Oktober: Enno Trebs, deutscher Schauspieler
- 25. Oktober: Conchita Campbell, kanadische Schauspielerin
- 29. Oktober: Emma Drogunova, deutsche Schauspielerin

- 15. November: Malena Ratner, argentinische Schauspielerin und Tänzerin
- 16. November: Kurt Ipekkaya, deutscher Schauspieler
- 16. November: Noah Gray-Cabey, US-amerikanischer Schauspieler
- 21. November: Aaron Altaras, deutscher Schauspieler, Sänger und DJ
- 27. November: Jamila Velazquez, US-amerikanische Schauspielerin

- 27. Dezember: Timothée Chalamet, US-amerikanisch-französischer Schauspieler

### Tag unbekannt
- Lili Epply, österreichische Schauspielerin
- Leo Meier, deutscher Schauspieler

## Verstorbene

### Januar bis März
Januar
- 02. Januar: Nancy Kelly, US-amerikanische Schauspielerin (* 1921)
- 07. Januar: Ted Tetzlaff, US-amerikanischer Regisseur und Kameramann (* 1903)
- 10. Januar: Roy Ashton, britischer Maskenbildner (* 1909)
- 24. Januar: Edward Colman, US-amerikanischer Kameramann (* 1905)
- 25. Januar: John Smith, US-amerikanischer Schauspieler (* 1931)
- 25. Januar: William Sylvester, US-amerikanischer Schauspieler (* 1922)
- 31. Januar: George Abbott, US-amerikanischer Drehbuchautor, Regisseur und Schauspieler (* 1887)

Februar
- 05. Februar: Doug McClure, US-amerikanischer Schauspieler (* 1935)
- 09. Februar: David Wayne, US-amerikanischer Schauspieler (* 1914)
- 14. Februar: Maria Andergast, deutsche Schauspielerin (* 1912)
- 14. Februar: Michael V. Gazzo, US-amerikanischer Schauspieler (* 1923)
- 20. Februar: Robert Bolt, britischer Drehbuchautor (* 1924)
- 22. Februar: Ed Flanders, US-amerikanischer Schauspieler (* 1934)
- 24. Februar: Hans Hessling, deutscher Schauspieler (* 1903)
- 26. Februar: Jack Clayton, britischer Regisseur (* 1921)

März
- 06. März: Barbara Lass, polnische Schauspielerin (* 1940)
- 11. März: Lotte Rausch, deutsche Schauspielerin (* 1911)
- 16. März: Albert Hackett, US-amerikanischer Drehbuchautor (* 1900)
- 21. März: Robert Urquhart, schottischer Schauspieler (* 1921)
- 23. März: Wladimir Iwaschow, russischer Schauspieler (* 1939)
- 27. März: René Allio, französischer Regisseur (* 1924)

### April bis Juni
April

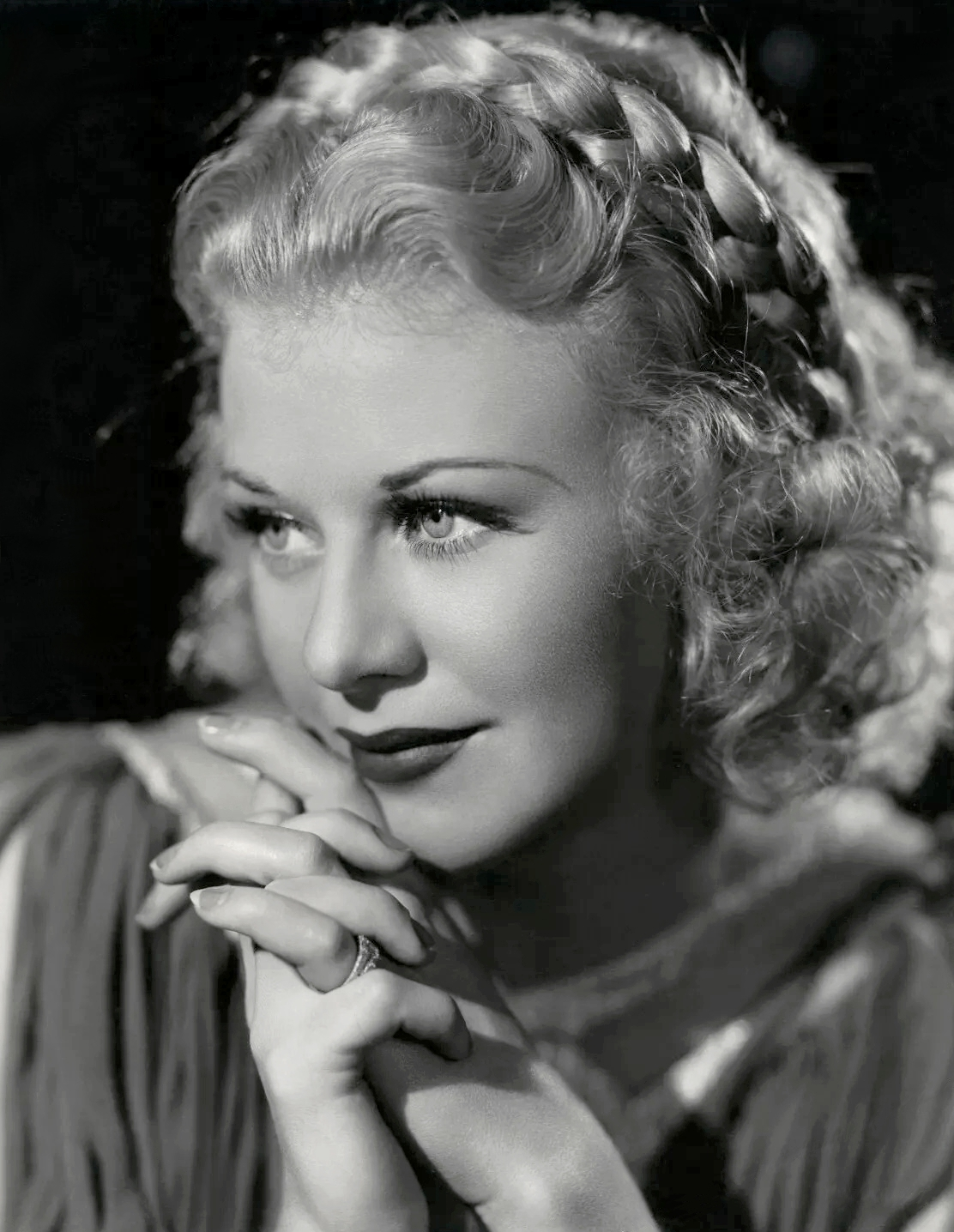
Ginger Rogers (1911–1995)

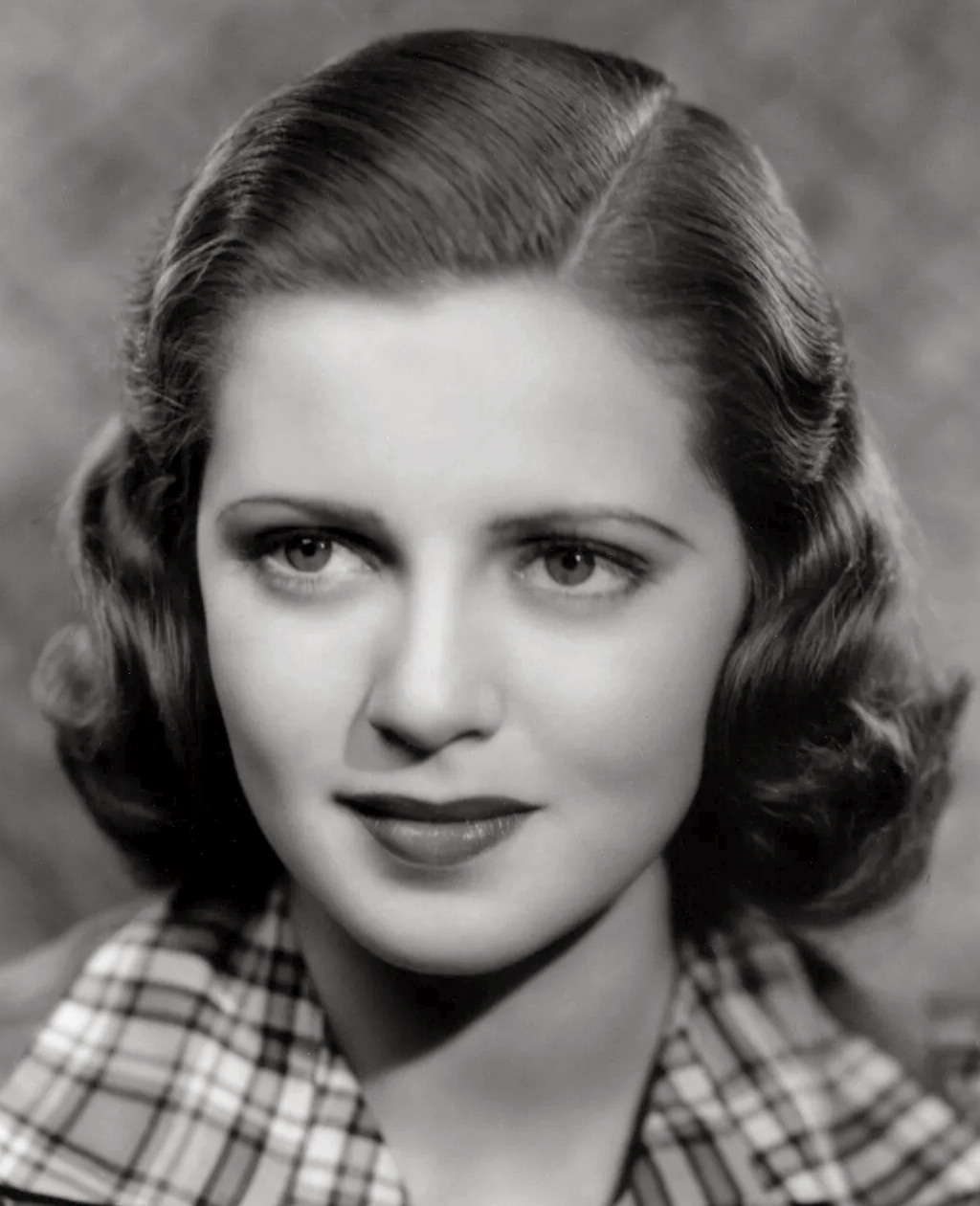
Lana Turner (1921–1995)

- 04. April: Priscilla Lane, US-amerikanische Schauspielerin (* 1915)
- 09. April: Oscar Heiler, deutscher Schauspieler (* 1906)
- 14. April: Burl Ives, US-amerikanischer Schauspieler (* 1909)
- 21. April: Tessie O’Shea, britische Schauspielerin (* 1913)
- 25. April: Alexander Knox, kanadischer Schauspieler (* 1907)
- 25. April: Ginger Rogers, US-amerikanische Schauspielerin (* 1911)
- 27. April: Katherine DeMille, US-amerikanische Schauspielerin (* 1911)
- 27. April: Silverio Blasi, italienischer Schauspieler, Drehbuchautor und Regisseur (* 1921)

Mai
- 02. Mai: Michael Hordern, britischer Schauspieler (* 1911)
- 07. Mai: María Luisa Bemberg, argentinische Regisseurin und Drehbuchautorin (* 1922)
- 09. Mai: Rudi Schippel, österreichischer Schauspieler (* 1922)
- 12. Mai: Arthur Lubin, US-amerikanischer Regisseur (* 1898)
- 13. Mai: Alan Maley, britischer Maler und Spezialeffektkünstler (* 1931)
- 15. Mai: Eric Porter, britischer Schauspieler (* 1928)
- 18. Mai: Elisha Cook, US-amerikanische Schauspielerin (* 1903)
- 18. Mai: Elizabeth Montgomery, US-amerikanische Schauspielerin (* 1933)
- 18. Mai: Sabine Sinjen, deutsche Schauspielerin (* 1942)
- 26. Mai: Friz Freleng, US-amerikanischer Zeichentrickfilmer (* 1905)

Juni
- 06. Juni: Jack Kilmer, US-amerikanischer Schauspieler
- 15. Juni: Charles Bennett, britischer Drehbuchautor (* 1899)
- 20. Juni: Julian Blaustein, US-amerikanischer Produzent und Drehbuchautor (* 1913)
- 21. Juni: Franz Stoß, österreichischer Schauspieler (* 1909)
- 21. Juni: Ulrich Thein, deutscher Schauspieler und Regisseur (* 1930)
- 29. Juni: Lana Turner, US-amerikanische Schauspielerin (* 1921)
- 30. Juni: Gale Gordon, US-amerikanischer Schauspieler (* 1906)

### Juli bis September
Juli

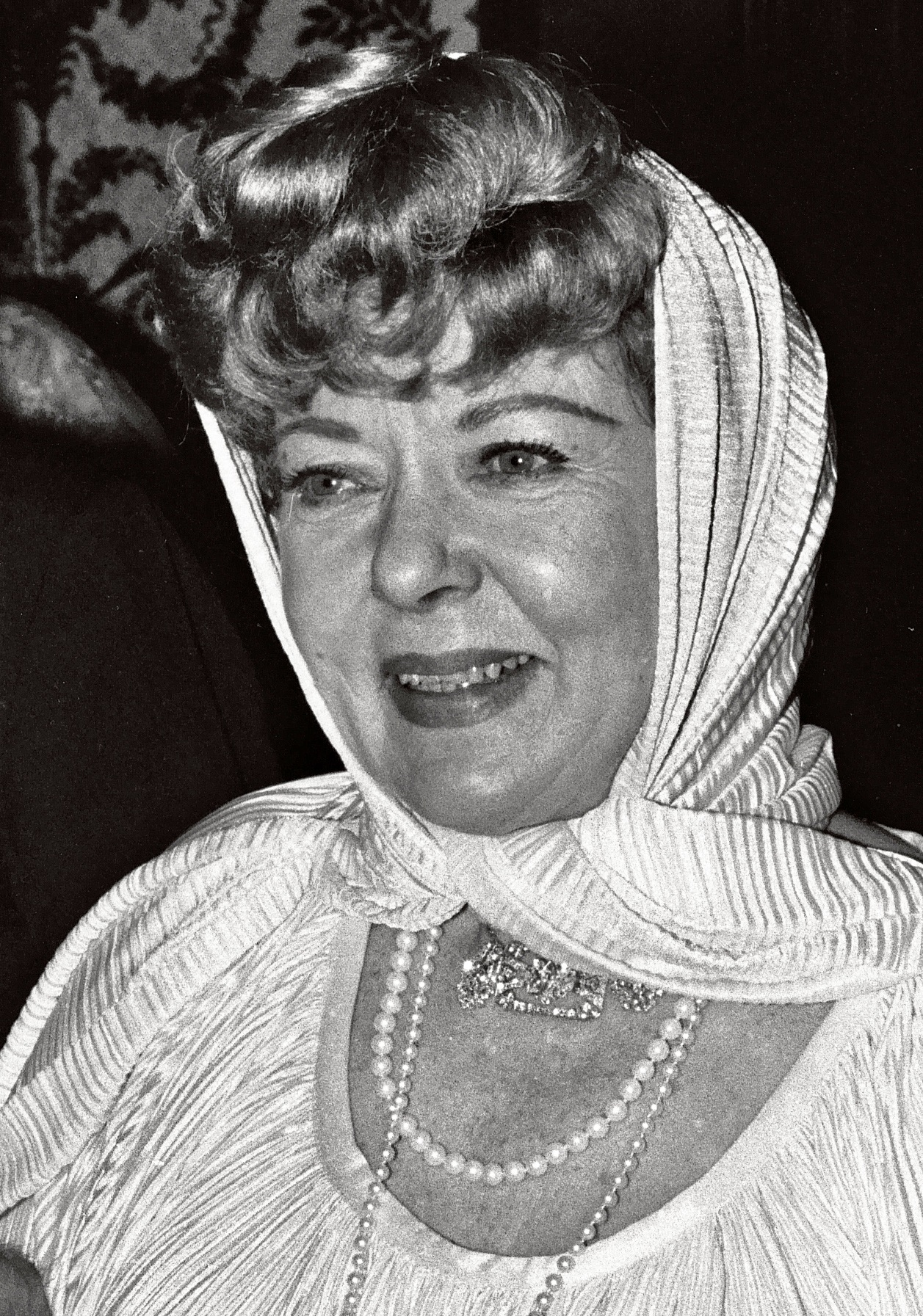
Ida Lupino (1914–1995)

- 04. Juli: Eva Gabor, US-amerikanische Schauspielerin (* 1919)
- 11. Juli: Helma Seitz, deutsche Schauspielerin (* 1913)
- 11. Juli: Don Starr, US-amerikanischer Schauspieler (* 1917)
- 17. Juli: Harry Guardino, US-amerikanischer Schauspieler (* 1925)
- 24. Juli: Jerzy Toeplitz, polnischer Filmhistoriker (* 1909)
- 27. Juli: Miklós Rózsa, ungarischer Komponist (* 1907)

August
- 03. August: Ida Lupino, britische Schauspielerin (* 1914)
- 12. August: Robert Stephens, britischer Schauspieler (* 1931)
- 17. August: Howard Koch, US-amerikanischer Drehbuchautor (* 1901)
- 18. August: Alex Joffé, französischer Regisseur, Drehbuchautor und Schauspieler (* 1918)
- 20. August: Maly Delschaft, deutsche Schauspielerin (* 1898)
- 24. August: Zbyněk Brynych, tschechischer Regisseur (* 1927)
- 24. August: Gary Crosby, US-amerikanischer Schauspieler (* 1933)
- 29. August: Frank Perry, US-amerikanischer Regisseur (* 1930)
- 31. August: David Farrar, britischer Schauspieler (* 1908)

September
- 06. September: Mary Doran, US-amerikanische Schauspielerin (* 1910)
- 10. September: Charles Denner, französischer Schauspieler (* 1926)
- 12. September: Jeremy Brett, britischer Schauspieler (* 1933)
- 12. September: Tom Helmore, US-amerikanischer Schauspieler (* 1904)
- 14. September: Eiji Okada, japanischer Schauspieler (* 1920)
- 17. September: Grady Sutton, US-amerikanischer Schauspieler (* 1906)
- 22. September: Alfred Böhm, österreichischer Kammerschauspieler (* 1920)
- 25. September: Dorothy Dickson, britische Schauspielerin (* 1893)

### Oktober bis Dezember
Oktober

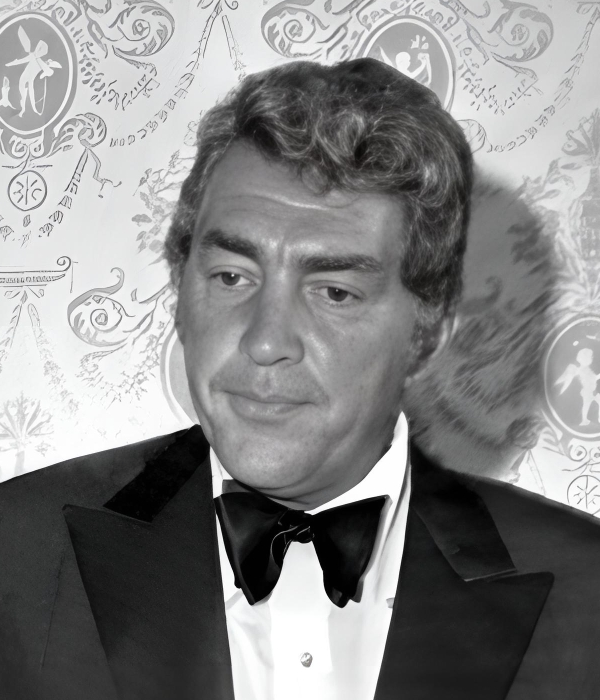
Dean Martin (1917–1995)

- 18. Oktober: Claudio Brook, mexikanischer Schauspieler (* 1927)
- 21. Oktober: Jack Rose, US-amerikanischer Drehbuchautor (* 1911)
- 22. Oktober: Mary Wickes, US-amerikanische Schauspielerin (* 1910)
- 25. Oktober: Viveca Lindfors, schwedische Schauspielerin (* 1920)
- 27. Oktober: Leo Bardischewski, deutscher Schauspieler und Synchronsprecher (* 1914)
- 28. Oktober: Julien Bertheau, französischer Schauspieler (* 1910)
- 29. Oktober: Jean Heather, US-amerikanische Schauspielerin (* 1921)
- 29. Oktober: Terry Southern, US-amerikanischer Drehbuchautor (* 1924)
- 30. Oktober: Brian Easdale, britischer Komponist und Dirigent (* 1909)
- 31. Oktober: Rosalind Cash, US-amerikanische Schauspielerin (* 1938)

November
- 04. November: Paul Eddington, britischer Schauspieler (* 1927)
- 09. November: Geraldine Katt, österreichische Schauspielerin (* 1921)
- 16. November: Jack Finney, US-amerikanischer Schriftsteller (* 1911)
- 23. November: Louis Malle, französischer Regisseur (* 1932)
- 25. November: Erich Schellow, deutscher Schauspieler (* 1915)
- 30. November: Til Kiwe, deutscher Schauspieler (* 1915)

Dezember
- 02. Dezember: Ira Wallach, US-amerikanischer Drehbuchautor (* 1913)
- 04. Dezember: Robert Parrish, US-amerikanischer Regisseur (* 1916)
- 09. Dezember: Vivian Blaine, US-amerikanische Schauspielerin und Sängerin (* 1921)
- 20. Dezember: Madge Sinclair, US-amerikanische Schauspielerin (* 1938)
- 22. Dezember: Butterfly McQueen, US-amerikanische Schauspielerin (* 1911)
- 25. Dezember: Dean Martin, US-amerikanischer Schauspieler und Sänger (* 1917)
- 29. Dezember: Lita Grey, US-amerikanische Schauspielerin (* 1908)
- 31. Dezember: Fritz Eckhardt, österreichischer Schauspieler, Autor und Regisseur (* 1907)